# Miraklet i Viskan
Miraklet i Viskan är en svensk dramafilm med manus, regi och foto av John O. Olsson. Den hade premiär 17 april 2015. I rollerna ses bland andra Rolf Lassgård, Ingvar Hirdwall och Lia Boysen.

## Handling
Bjarne och Malin bor i byn Viskan vid Ljungans strand och på andra sidan älven bor Bjarnes svärfar Halvar som Bjarne aldrig kommit överens med. En dag går Malin över älven för att förmå Halvar att gå i borgen för ett lån Bjarne vill teckna.

## Rollista
- Rolf Lassgård - Bjarne
- Ingvar Hirdwall - Halvar
- Lia Boysen - Malin
- Marika Lindström - Gerda
- Lena Strömdahl - mostern
- Ivan Mathias Petersson - Jarmo
- Mikael Rahm - Torsten
- Elisabet Carlsson - Irma Andler
- Louise Ryme - Susanne Lager
- Evelina Alexandersson - Moa
- Andrea Wikman - Fanny
- Ingmar Virta - Volgot Vallin
- Göran Forsmark - pastorn
- Mats Blomgren - kronofogde
- Felix Engström - bankman
- Lasse Petterson - Kåre
- Tomas Laustiola - Gunnarsson
- Douglas Johansson - Sjöstedt
- Linus Oscarsson - Stig Åke
- Christer Engberg - trubadur
- Anders Öhrström - ägare till piano
- Gisela Nilsson - Aina Lotström
- Sten Elfström - man i bil
- Mikael Segerström – Handelsresande Grape
- Sofia Pekkari - Moas sångröst

## Om filmen
Miraklet i Viskan producerades av John O. Olsson och Anna Björk för Giraff Film AB med en budget på 13 000 000 svenska kronor. Manus skrevs av Olsson och filmen klipptes av Håkan Karlsson.
Filmen spelades in under 2013 i Viskan utanför Sundsvall och i Älvsbyn i januari 2014.